# Spilosoma berolinensis
Spilosoma berolinensis är en fjärilsart som beskrevs av Fuchs 1901. Spilosoma berolinensis ingår i släktet Spilosoma och familjen björnspinnare. Inga underarter finns listade i Catalogue of Life.